# Tour des Flandres féminin 2015
La 12e édition du Tour des Flandres féminin a lieu le 5 avril 2015. C'est la troisième épreuve de la Coupe du monde. L'épreuve est remportée par l'Italienne Elisa Longo Borghini.

## Équipes
| Équipe continentale- Parkhotel Valkenburg Équipes féminines professionnelles (25)- Alé Cipollini - Aromitalia Vaiano - Astana-Acca Due O - BePink LaClassica - Bigla - Bizkaia-Durango - Boels Dolmans - BTC City Ljubljana - Hitec Products - Inpa Sottoli Bianchi Giusfredi - Lensworld-Zannata - Liv-Plantur - Lointek - Lotto Soudal Ladies - Matrix Fitness - Orica-AIS - Poitou-Charentes.Futuroscope.86 - Rabo Liv Women - Team Rytger - Servetto Footon - Top Girls Fassa Bortolo - Topsport Vlaanderen-Pro-Duo - Twenty16-Sho-Air - Velocio-SRAM - Wiggle Honda |
| |

## Parcours
Le parcours de la course, long de 144,9 km, démarre de la Grand-Place d'Audenarde. Il fait tout d'abord une boucle vers le nord sans grande difficulté en empruntant des routes larges. La course passe ainsi à Gavere et Oosterzele avant de se diriger vers Audenarde. Au kilomètre quarante-six, le premier mont est escaladé : il s'agit du Wolvenberg. À partir de là et jusqu'au kilomètre cent-dix, le circuit est le même que celui des hommes (kilomètre 125 - 190 pour eux). Le circuit emprunte ensuite le final du parcours masculin jusqu'au bout. Le vieux Quaremont puis le Paterberg sont montés. Ce dernier est placé à treize kilomètres du but. L'arrivée est située dans la Minderbroederstraat d'Audenarde.
Dix monts sont au programme de cette édition, pour la plupart recouverts de pavés :
| Mont | Nom             | Km    | Revêtement | Longueur (m) | Pente moyenne | Km de l'arrivée |
| ---- | --------------- | ----- | ---------- | ------------ | ------------- | --------------- |
| 1    | Wolvenberg      | 49,4  | asphalte   | 645          | 7,9 %         | 95,5            |
| 2    | Molenberg       | 62,1  | pavés      | 463          | 7 %           | 82,8            |
| 3    | Leberg          | 82,6  | asphalte   | 700          | 6,1 %         | 62,3            |
| 4    | Berendries      | 86,6  | asphalte   | 940          | 7 %           | 58,3            |
| 5    | Valkenberg      | 92    | asphalte   | 540          | 8,1 %         | 52,9            |
| 6    | Kaperij (nl)    | 102,7 | pavés      | 1 000        | 5,5 %         | 42,2            |
| 7    | Kanarieberg     | 110   | asphalte   | 1 000        | 7,7 %         | 34,9            |
| 8    | Kruisberg       | 118,4 | asphalte   | 2 500        | 5 %           | 26,5            |
| 9    | Vieux Quaremont | 128,2 | pavés      | 2 200        | 4 %           | 16,7            |
| 10   | Paterberg       | 131,6 | pavés      | 360          | 12,9 %        | 13,2            |

En plus des traditionnels monts, il y a cinq secteurs pavés répartis sur 30 km :
| Secteur | Nom                | Km   | Longueur (m) | Km de l'arrivée |
| ------- | ------------------ | ---- | ------------ | --------------- |
| 1       | Ruitersstraat (nl) | 49,5 | 800          | 95,4            |
| 2       | Kerkgate           | 52,8 | 2 650        | 92,1            |
| 3       | Holleweg           | 55,4 | 350          | 89,5            |
| 4       | Paddestraat        | 67,1 | 2 300        | 77,8            |
| 5       | Haaghoek (nl)      | 79,6 | 2 000        | 66              |

## Favorites
L'équipe Wiggle Honda se présente au départ en pleine confiance avec Elisa Longo Borghini quatrième les deux années précédentes, ainsi que Giorgia Bronzini, Chloe Hosking et Jolien D'Hoore qui a remporté le Tour de Drenthe. Alena Amialiusik est le principal atout de la formation Velocio-SRAM. L'équipe Bigla est menée par Annemiek van Vleuten et Joelle Numainville.

## Récit de la course
Au cinquante-septième kilomètre, le peloton se scinde en deux. Plus tard, un groupe d'une trentaine de coureuses prend de l'avance sur le reste du peloton. Sur le Leberg, Roxane Knetemann place une attaque. Elle est rapidement reprise dans le Berendries. Cinq coureuses se détachent ensuite, mais elles sont également rejointes. Les favorites se mettent ensuite en action. Ce nouveau groupe est composé de : Ellen van Dijk, Christine Majerus, Katarzyna Niewiadoma, Giorgia Bronzini, Mayuko Hagiwara, Alena Amialiusik, Gracie Elvin et Annemiek van Vleuten. Plus loin, Simona Frapporti, Andrea Dvorak et Janneke Ensing viennent s'ajouter à la liste. Néanmoins, le groupe ne coopère pas et se fait reprendre par le peloton. Annemiek Van Vleuten attaque de nouveau mais est revue au pied du Kanarieberg. À vingt kilomètres de la ligne, Elisa Longo Borghini attaque avec Trixi Worrack. Elle la lâche rapidement dans le Kruisberg puis s'impose en solitaire. Derrière, Jolien D'Hoore, également de la formation Wiggle Honda, gagne le sprint du groupe de huit poursuivantes. Anna van der Breggen vient compléter le podium,.

## Classements

### Classement final
| \| Classement général \| Classement général \| Classement général \| Classement général \| Classement général \| \| Coureuse \| Coureuse \| Pays \| Équipe \| Temps \| \| ------------------ \| ---------------------- \| ------------------ \| ------------------- \| ------------------ \| \| 1re \| Elisa Longo Borghini \| Italie \| Wiggle Honda \| 3 h 50 min 43 s \| \| 2e \| Jolien D'Hoore \| Belgique \| Wiggle Honda \| + 43 s \| \| 3e \| Anna van der Breggen \| Pays-Bas \| Rabo Liv Women \| + 43 s \| \| 4e \| Annemiek van Vleuten \| Pays-Bas \| Bigla \| + 43 s \| \| 5e \| Elena Cecchini \| Italie \| Lotto Soudal Ladies \| + 43 s \| \| 6e \| Alena Amialiusik \| Biélorussie \| Velocio-SRAM \| + 43 s \| \| 7e \| Pauline Ferrand-Prévot \| France \| Rabo Liv Women \| + 43 s \| \| 8e \| Lizzie Armitstead \| Royaume-Uni \| Boels Dolmans \| + 45 s \| \| 9e \| Chantal Blaak \| Pays-Bas \| Boels Dolmans \| + 47 s \| \| 10e \| Ashleigh Moolman \| Afrique du Sud \| Bigla \| + 47 s \| |                        |                |                     |                 |
| |                        |                |                     |                 |
| Sources : ProCyclingStats Cycling Quotient |                        |                |                     |                 |
| Classement général |                        |                |                     |                 |
| Coureuse | Coureuse               | Pays           | Équipe              | Temps           |
| 1re | Elisa Longo Borghini   | Italie         | Wiggle Honda        | 3 h 50 min 43 s |
| 2e | Jolien D'Hoore         | Belgique       | Wiggle Honda        | + 43 s          |
| 3e | Anna van der Breggen   | Pays-Bas       | Rabo Liv Women      | + 43 s          |
| 4e | Annemiek van Vleuten   | Pays-Bas       | Bigla               | + 43 s          |
| 5e | Elena Cecchini         | Italie         | Lotto Soudal Ladies | + 43 s          |
| 6e | Alena Amialiusik       | Biélorussie    | Velocio-SRAM        | + 43 s          |
| 7e | Pauline Ferrand-Prévot | France         | Rabo Liv Women      | + 43 s          |
| 8e | Lizzie Armitstead      | Royaume-Uni    | Boels Dolmans       | + 45 s          |
| 9e | Chantal Blaak          | Pays-Bas       | Boels Dolmans       | + 47 s          |
| 10e | Ashleigh Moolman       | Afrique du Sud | Bigla               | + 47 s          |

#### Points attribués
| Position           | 1er | 2e  | 3e | 4e | 5e | 6e | 7e | 8e | 9e | 10e | 11e | 12e | 13e | 14e | 15e | 16e | 17e | 18e | 19e | 20e |
| Classement général | 120 | 100 | 85 | 70 | 60 | 50 | 40 | 35 | 30 | 25  | 20  | 18  | 16  | 14  | 12  | 10  | 8   | 6   | 4   | 2   |

## Liste des participantes
| Légende | Légende                                                                    | Légende | Légende                                                    |
| ------- | -------------------------------------------------------------------------- | ------- | ---------------------------------------------------------- |
| Num     | Dossard de départ porté par le coureur sur ce Tour des Flandres            | Pos     | Position à l'arrivée de la course                          |
|         | Indique un maillot de champion national ou mondial, suivi de sa spécialité | NP      | Indique un coureur qui n'a pas pris le départ de la course |
| AB      | Indique un coureur qui n'a pas terminé la course                           | HD      | Indique un coureur qui a terminé la course hors des délais |

| Boels Dolmans DLT | Boels Dolmans DLT               | Boels Dolmans DLT |
| ----------------- | ------------------------------- | ----------------- |
| Num               | Coureur                         | Pos               |
| 1                 | Ellen van Dijk (NED)            |                   |
| 2                 | Lizzie Armitstead (GBR)         |                   |
| 3                 | Christine Majerus (LUX) (route) |                   |
| 4                 | Chantal Blaak (NED)             |                   |
| 5                 | Megan Guarnier (USA)            |                   |
| 6                 | Romy Kasper (GER)               |                   |

| Rabo Liv Women RBW | Rabo Liv Women RBW                     | Rabo Liv Women RBW |
| ------------------ | -------------------------------------- | ------------------ |
| Num                | Coureur                                | Pos                |
| 11                 | Pauline Ferrand-Prévot ( FRA ) (route) | 7e                 |
| 12                 | Moniek Tenniglo ( NED)                 | AB                 |
| 13                 | Anna van der Breggen ( NED)            | 3e                 |
| 14                 | Lucinda Brand ( NED)                   | 16e                |
| 15                 | Katarzyna Niewiadoma ( POL)            | 22e                |
| 16                 | Roxane Knetemann ( NED)                | 40e                |

| Wiggle Honda WHT | Wiggle Honda WHT           | Wiggle Honda WHT |
| ---------------- | -------------------------- | ---------------- |
| Num              | Coureur                    | Pos              |
| 21               | Jolien D'Hoore (BEL)       | 2e               |
| 22               | Elisa Longo Borghini (ITA) | 1re              |
| 23               | Giorgia Bronzini (ITA)     | 23e              |
| 24               | Audrey Cordon (FRA)        | NP               |
| 25               | Chloe Hosking (AUS)        | 45e              |
| 26               | Mayuko Hagiwara (JPN)      | 42e              |

| Velocio-SRAM VEL | Velocio-SRAM VEL               | Velocio-SRAM VEL |
| ---------------- | ------------------------------ | ---------------- |
| Num              | Coureur                        | Pos              |
| 31               | Lisa Brennauer (GER)           | 29e              |
| 32               | Trixi Worrack (GER)            | 15e              |
| 33               | Alena Amialiusik (BLR) (route) | 6e               |
| 34               | Karol-Ann Canuel (CAN)         | 43e              |
| 35               | Barbara Guarischi (ITA)        | 58e              |
| 36               | Tiffany Cromwell (AUS)         | 19e              |

| Orica-AIS OGE | Orica-AIS OGE              | Orica-AIS OGE |
| ------------- | -------------------------- | ------------- |
| Num           | Coureur                    | Pos           |
| 41            | Emma Johansson (SWE)       | 13e           |
| 42            | Loes Gunnewijk (NED)       | AB            |
| 43            | Valentina Scandolara (ITA) | 41e           |
| 44            | Gracie Elvin (AUS)         | 31e           |
| 45            | Amanda Spratt (AUS)        | 56e           |
| 46            | Melissa Hoskins (AUS)      | 74e           |

| Bigla BCT | Bigla BCT                    | Bigla BCT |
| --------- | ---------------------------- | --------- |
| Num       | Coureur                      | Pos       |
| 51        | Iris Slappendel (NED)        | 47e       |
| 52        | Ashleigh Moolman-Pasio (RSA) | 10e       |
| 53        | Lotta Lepistö (FIN)          | AB        |
| 54        | Joelle Numainville (CAN)     | 14e       |
| 55        | Annemiek Van Vleuten (NED)   | 4e        |
| 56        | Lisa Klein (GER)             | 64e       |

| Hitec Products HPU | Hitec Products HPU     | Hitec Products HPU |
| ------------------ | ---------------------- | ------------------ |
| Num                | Coureur                | Pos                |
| 61                 | Tatiana Guderzo ( ITA) | 69e                |
| 62                 | Kirsten Wild ( NED)    | 28e                |
| 63                 | Charlotte Becker (GER) | AB                 |
| 64                 | Emilie Moberg (NOR)    | AB                 |
| 65                 | Vita Heine (NOR)       | 65e                |
| 66                 | Julie Leth (NOR)       | AB                 |

| Liv-Plantur TLP | Liv-Plantur TLP         | Liv-Plantur TLP |
| --------------- | ----------------------- | --------------- |
| Num             | Coureur                 | Pos             |
| 71              | Willeke Knol (NED)      | AB              |
| 72              | Amy Pieters (NED)       | 34e             |
| 73              | Floortje Mackaij (NED)  | 46e             |
| 74              | Sara Mustonen (SWE)     | 44e             |
| 75              | Julia Soek (NED)        | 73e             |
| 76              | Sabrina Stultiens (NED) | 18e             |

| Lotto Soudal Ladies LBL | Lotto Soudal Ladies LBL      | Lotto Soudal Ladies LBL |
| ----------------------- | ---------------------------- | ----------------------- |
| Num                     | Coureur                      | Pos                     |
| 81                      | Elena Cecchini (ITA) (route) | 5e                      |
| 82                      | Anouk Rijff (NED)            | AB                      |
| 83                      | Lieselot Decroix (BEL)       | 52e                     |
| 84                      | Susanna Zorzi (ITA)          | 35e                     |
| 85                      | Carlee Taylor (AUS)          | 36e                     |
| 86                      | Anisha Vekemans (BEL)        | 59e                     |

| Alé Cipollini ALE | Alé Cipollini ALE               | Alé Cipollini ALE |
| ----------------- | ------------------------------- | ----------------- |
| Num               | Coureur                         | Pos               |
| 91                | Maria Giulia Confalonieri (ITA) | AB                |
| 92                | Annalisa Cucinotta (ITA)        | AB                |
| 93                | Simona Frapporti (ITA)          | 61e               |
| 94                | Małgorzata Jasińska (POL)       | 48e               |
| 95                | Marta Tagliaferro (ITA)         | AB                |
| 96                | Beatrice Bartelloni (ITA)       | AB                |

| Inpa Sottoli Giusfredi ISG | Inpa Sottoli Giusfredi ISG     | Inpa Sottoli Giusfredi ISG |
| -------------------------- | ------------------------------ | -------------------------- |
| Num                        | Coureur                        | Pos                        |
| 101                        | Ane Santesteban (ESP)          | AB                         |
| 102                        | Rossella Ratto (ITA)           | 25e                        |
| 103                        | Anna Trevisi (ITA)             | AB                         |
| 104                        | Alice Maria Arzuffi (ITA)      | 71e                        |
| 105                        | Anna Zita Maria Stricker (ITA) | AB                         |
| 106                        | Daiva Tušlaitė (LTU)           | AB                         |

| Astana-Acca Due O ASA | Astana-Acca Due O ASA    | Astana-Acca Due O ASA |
| --------------------- | ------------------------ | --------------------- |
| Num                   | Coureur                  | Pos                   |
| 111                   | Olena Demydova (UKR)     | AB                    |
| 112                   | Kseniya Dobrynina (RUS)  | AB                    |
| 113                   | Milda Jankauskaite (LTU) | 57e                   |
| 114                   | Larisa Pankova (RUS)     | AB                    |
| 115                   | Hanna Solovey (UKR)      | 39e                   |
| 116                   | Aizhan Zhaparova (KAZ)   | AB                    |

| BTC City Ljubljana BTC | BTC City Ljubljana BTC       | BTC City Ljubljana BTC |
| ---------------------- | ---------------------------- | ---------------------- |
| Num                    | Coureur                      | Pos                    |
| 121                    | Eugenia Bujak (POL)          | 17e                    |
| 122                    | Martina Ritter (AUT)         | 53e                    |
| 123                    | Polona Batagelj(route) (SLO) | 50e                    |
| 124                    | Ursa Pintar (SLO)            | AB                     |
| 125                    | Spela Kern (SLO)             | AB                     |
| 126                    | Mia Radotic (CRO) (route)    | AB                     |

| Servetto Footon SEF | Servetto Footon SEF     | Servetto Footon SEF |
| ------------------- | ----------------------- | ------------------- |
| Num                 | Coureur                 | Pos                 |
| 131                 | Tatiana Antoshina (RUS) | 38e                 |
| 132                 | Elena Kuchinskaya (RUS) | AB                  |
| 133                 | Veronica Cornolti (ITA) | AB                  |
| 134                 | Michela Pavin (ITA)     | AB                  |
| 135                 | Elena Franchi (ITA)     | AB                  |
| 136                 | Riccarda Mazzotta (SUI) | AB                  |

| Topsport Vlaanderen-Etixx VLL | Topsport Vlaanderen-Etixx VLL | Topsport Vlaanderen-Etixx VLL |
| ----------------------------- | ----------------------------- | ----------------------------- |
| Num                           | Coureur                       | Pos                           |
| 141                           | Demmy Druyts (BEL)            | AB                            |
| 142                           | Kaat Hannes (BEL)             | AB                            |
| 143                           | Nel de Crits (BEL)            | AB                            |
| 144                           | Steffy Van den Haute (BEL)    | AB                            |
| 145                           | Kelly Van den Steen (BEL)     | AB                            |
| 146                           | Gilke Croket (BEL)            | AB                            |

| Lensworld-Zannata LZE | Lensworld-Zannata LZE        | Lensworld-Zannata LZE |
| --------------------- | ---------------------------- | --------------------- |
| Num                   | Coureur                      | Pos                   |
| 151                   | Sofie de Vuyst (BEL)         | 27e                   |
| 152                   | Kim de Baat (BEL)            | 67e                   |
| 153                   | Annelies Dom (BEL)           | 68e                   |
| 154                   | Evy Kuijpers (NED)           | 62e                   |
| 155                   | Annelies van Doorslaer (BEL) | 63e                   |
| 156                   | Celine van Severen (BEL)     | AB                    |

| Poitou Charentes Futuroscope 86 FUT | Poitou Charentes Futuroscope 86 FUT | Poitou Charentes Futuroscope 86 FUT |
| ----------------------------------- | ----------------------------------- | ----------------------------------- |
| Num                                 | Coureur                             | Pos                                 |
| 161                                 | Amélie Rivat (FRA)                  | AB                                  |
| 162                                 | Pascale Jeuland (FRA)               | AB                                  |
| 163                                 | Séverine Eraud (FRA)                | AB                                  |
| 164                                 | Eugénie Duval (FRA)                 | AB                                  |
| 165                                 | Roxane Fournier (FRA)               | AB                                  |

| BePink LaClassica BPK | BePink LaClassica BPK     | BePink LaClassica BPK |
| --------------------- | ------------------------- | --------------------- |
| Num                   | Coureur                   | Pos                   |
| 171                   | Silvia Valsecchi (ITA)    | AB                    |
| 172                   | Jaime Nielsen (NZL)       | AB                    |
| 173                   | Georgia Williams (NZL)    | AB                    |
| 174                   | Anastasiya Chulkova (RUS) | AB                    |
| 175                   | Simona Bortolotti (ITA)   | AB                    |
| 176                   | Ruby Livingstone (NZL)    | AB                    |

| TWENTY16-Sho-Air T16 | TWENTY16-Sho-Air T16  | TWENTY16-Sho-Air T16 |
| -------------------- | --------------------- | -------------------- |
| Num                  | Coureur               | Pos                  |
| 181                  | Lauren Hall (USA)     | 12e                  |
| 182                  | Lauren Komanski (USA) | 26e                  |
| 183                  | Carmen Small (USA)    | 21e                  |
| 184                  | Andrea Dvorak (USA)   | 60e                  |

| Lointek LTK | Lointek LTK            | Lointek LTK |
| ----------- | ---------------------- | ----------- |
| Num         | Coureur                | Pos         |
| 191         | Evelyn Garcia (CUB)    | AB          |
| 192         | Sheyla Gutierrez (ESP) | 76e         |
| 193         | Belen Lopez (ESP)      | AB          |
| 194         | Alba Teruel (ESP)      | AB          |
| 195         | Alicia Gonzalez (ESP)  | AB          |
| 196         | Aurore Verhoeven (FRA) | AB          |

| Parkhotel Valkenburg PHV | Parkhotel Valkenburg PHV   | Parkhotel Valkenburg PHV |
| ------------------------ | -------------------------- | ------------------------ |
| Num                      | Coureur                    | Pos                      |
| 201                      | Marijn de Vries (NED)      | 51e                      |
| 202                      | Janneke Ensing (NED)       | 20e                      |
| 203                      | Ilona Hoeksma (NED)        | 72e                      |
| 204                      | Natalie van Gogh (NED)     | 49e                      |
| 205                      | Rozanne Slik (NED)         | 32e                      |
| 206                      | Pauliena Rooijakkers (NED) | 55e                      |

| Aromitalia Vaiano VAI | Aromitalia Vaiano VAI           | Aromitalia Vaiano VAI |
| --------------------- | ------------------------------- | --------------------- |
| Num                   | Coureur                         | Pos                   |
| 211                   | Rasa Leleivyte (LTU)            | 33e                   |
| 212                   | Marta Bastianelli (ITA)         | 70e                   |
| 213                   | Lija Laizane (LAT) (route)      | 75e                   |
| 214                   | Allison Elizabeth Linnell (USA) | AB                    |
| 215                   | Alessia Martini (ITA)           | AB                    |

| Rytger TRY | Rytger TRY                  | Rytger TRY |
| ---------- | --------------------------- | ---------- |
| Num        | Coureur                     | Pos        |
| 221        | Cecilie Uttrup Ludwig (DEN) | 66e        |
| 222        | Kelly Markus (NED)          | AB         |
| 223        | Henriette Woering (NED)     | AB         |
| 224        | Mélanie Woering (NED)       | AB         |
| 225        | Amy Hill (GBR)              | AB         |
| 226        | Elinor Huusko (SWE)         | AB         |

| Matrix Fitness | Matrix Fitness           | Matrix Fitness |
| -------------- | ------------------------ | -------------- |
| Num            | Coureur                  | Pos            |
| 231            | Laura Trott (GBR)        | AB             |
| 232            | Lucy Martin (GBR)        | AB             |
| 233            | Christina Siggaard (DEN) | AB             |
| 234            | Molly Weaver (GBR)       | 37e            |
| 235            | Harriet Owen (GBR)       | AB             |
| 236            | Melissa Lowther (GBR)    | AB             |

| Bizkaia-Durango BPD | Bizkaia-Durango BPD     | Bizkaia-Durango BPD |
| ------------------- | ----------------------- | ------------------- |
| Num                 | Coureur                 | Pos                 |
| 241                 | Dorleta Eskamendi (ESP) | AB                  |
| 242                 | Lierni Lekuona (ESP)    | AB                  |
| 243                 | Ziortza Villa (ESP)     | AB                  |
| 244                 | Lourdes Oyarbide (ESP)  | AB                  |
| 245                 | Yulia Ilinykh (RUS)     | AB                  |
| 246                 | Ainara Sanz (ESP)       | AB                  |

| Top Girls Fassa Bortolo TOG | Top Girls Fassa Bortolo TOG | Top Girls Fassa Bortolo TOG |
| --------------------------- | --------------------------- | --------------------------- |
| Num                         | Coureur                     | Pos                         |
| 251                         | Irene Bitto (ITA)           | AB                          |
| 252                         | Jennifer Fiori (ITA)        | AB                          |
| 253                         | Sara Grifi (ITA)            | AB                          |
| 254                         | Asja Paladin (ITA)          | AB                          |
| 255                         | Soraya Paladin (ITA)        | AB                          |
| 256                         | Chiara Pierobon (ITA)       | AB                          |

Source.

### Règlement de la course

#### Primes
La vainqueur reçoit 1 218 €.